# Joseph Hunaerts
Joseph Hunaerts (1912-1979) est un astronome belge. Le Centre des planètes mineures lui crédite la découverte de deux astéroïdes. 
Il a travaillé à l'université libre de Bruxelles et à l'observatoire royal de Belgique.
| (1423) Jose   | 28 août 1936 |
| (1637) Swings | 28 août 1936 |